# 陸簡
陸簡（1443年—1495年），原姓金，字廉伯，一字敬行，別號龍臯，又號冶齋，直隸常州府武進縣人，軍籍，明朝政治人物。

## 生平
成化元年（1465年）乙酉科应天乡试第一名举人（解元），二年（1466年）丙戌科一甲第三名进士（探花）。授翰林院编修，十三年（1477年）正月九年任满，升翰林院侍讲，四月升右春坊右谕德，十六年（1480年）八月任顺天乡试副考官（正考官为杨守陈），後丁忧归。
明孝宗即位，以纂修实录召入京，弘治元年（1488年）五月升右春坊右庶子兼翰林院侍读，充经筵讲官，四年（1491年）八月升詹事府少詹事兼侍讲学士，五年（1492年）九月奉命纂修玉牒，六年（1493年）二月任会试副考官（正考官为李东阳），七年（1494年）八月升詹事府詹事兼侍读学士，八年（1495年）正月卒，年五十四，贈礼部右侍郎。

## 著作
李東陽稱其文“縝密峻潔，力追古作”。今存《龍皋文集》十九卷。

## 家族
曾祖金朝宗；祖父金淵，奉化縣訓導，贈戶部郎中；父金愷，南京戶部郎中。母徐氏（贈宜人）；繼母蕭氏（封宜人）。重慶下。弟陸節（進士）、陸筌（舉人）、陸策、陸篪、陸範。
八子：长子陸含章，仲子陸巽章。